# Stereotyp (lingvistika)
Stereotyp je jedním z ústředních pojmů kognitivně orientované lingvistiky, ve které představuje výchozí princip popisu jazykového obrazu světa. Stereotypy jsou budovány jazykovým společenstvím na základě společné zkušenosti a jsou předávány již při osvojování slov. Jejich funkcí je kategorizace znalostí o světě (věcech, jevech či vztazích).

## Hlavní přístupy, vymezení pojmu stereotyp
Termín stereotyp je užíván v mnoha oborech, kromě již zmiňované kognitivní lingvistiky s ním pracuje například také kulturologie, filozofie, sociologie či psychologie.Tento pojem zavedl sociolog Walter Lippmann, a to ve své knize Public Opinion (1922). „Mínil jím schematický a jednostranný obraz nějaké věci či jevu v lidském vědomí, vznikající díky zprostředkované, tradované zkušenosti a osvojený většinou dříve, než člověk daný jev sám osobně pozná“. Stereotypy podle něj upevňují pozici jedince ve společnosti a lze o nich říci, že: „[t]hey are an ordered, more or less consistent picture of the world … They may not be a complete picture of the world, but they are a picture of a possible world to which we are adapted“ ([j]sou uspořádaným, více či méně konzistentním obrazem světa … nemusejí být úplným obrazem světa, jsou obrazem možného světa, jemuž jsme přizpůsobeni.).
 
V psychologii pracovala s pojmem prototypu Eleanor Rosch (o vztahu termínů stereotyp a prototyp viz kap. Stereotyp versus prototyp). Klíčová je její práce Principles of Categorization (1978), ve které se věnuje prototypu, jehož výklad je součástí teorie prototypů, jako východisku v procesu kategorizace.
 
Kategorizací, která je podmíněna dvěma hlavními principy – strukturou vnímaného světa („perceived world structure“) a kognitivní ekonomií („cognitive economy“)- se rozumí proces přiřazování objektu k pojmu. Na základě kategorizace vznikají kategorie, což je „… a number objects that are considered equivalent. Categories are generally designated by names (e.g., dog, animal), [...]“ (určitý počet objektů, které jsou považovány za ekvivalentní. Kategorie jsou obecně označovány jmény (např. pes, zvíře),[...]) Hranice mezi jednotlivými kategoriemi jsou neostré a kritériem přináležitosti ke kategorii je rodinná podobnost, která je založena na rysech společných s ostatními členy kategorie.

Každá z kategorií je vymezena na základě prototypu. „By prototypes of categories we have generally meant the clearest cases of category membership defined operationally by people's judgments of goodness of membership in the category“ (Prototypy kategorií jsme obecně mínili nejjasnější případy kategoriální příslušnosti definované operativně lidským hodnocením míry, do které je daný případ dobrým reprezentantem příslušnosti ke kategorii.). Jak výše zmiňovaná kognitivní ekonomie určuje, jednotlivé kategorie mají tendenci být od sebe odlišeny, co nejvíce je to možné, k čemuž slouží právě prototyp: čím je člen v kategorii prototypičtější („more prototypical“), tím má více rysů společných se členy celé kategorie a zároveň méně rysů se členy protikladné kategorie, jak píše Rosch. „In short, prototypes appear to be just those members of a category that most reflect the redundancy structure of the category as a whole“ (Stručně řečeno, prototypy se zdají být takové členy kategorie, které nejvíce odrážejí strukturu redundance v kategorii jako celku.)

Dodejme, že Rosch se dále na základě řady experimentů domnívá, že prototypy pravděpodobně hrají jistou roli také v „cognitive processing, representation, and learning (v kognitivním zpracování, reprezentaci a učení)“.

### Hilary Putnam a jeho vymezení stereotypu
Pro kognitivní lingvistiku je zásadní vymezení stereotypu tak, jak jej definoval Hilary Putnam v přednášce publikované pod názvem „Is Semantics Possible?“ (1970), jejíž závěry poté znovu představil v článku „The Meaning of ‚Meaningʻ“ (1975b).
 
V kapitole „What Stereotypes Are?“ Putnam přichází s definicí stereotypu, kterou upravuje pro své účely: „In ordinary parlance a ‚stereotype‘ is a conventional (frequently malicious) idea (which may by wildly inaccurate) of what an X looks like or acts like or is [...] I am concerned with conventional ideas, which may be inaccurate. I am suggesting that just such a conventional idea is associated with ‚tiger‘, with ‚gold‘, etc., and moreover, that this is the sole element of truth in the ‚concept theory‘“. - V běžné mluvě je ‚stereotyp’ konvenční (často zlomyslná) představa (která může být nesmírně nepřesná) o tom, jak X vypadá nebo jedná nebo jaký je [...] Zabývám se konvenčními představami, které mohou být nepřesné. Naznačuji, že právě taková konvenční představa je spojována s tygrem, se zlatem atd., a navíc že toto je jediný pravdivý prvek v „teorii pojmů“.
 
Pro přiblížení této definice se přidržíme Putnamova příkladu slova tygr. Podle něj, pokud někdo ví, jaký význam má slovo tygr (popř. přisvojil si výraz tygr), pak zároveň s tímto výrazem musí vědět, že typický (resp. stereotypický) tygr má pruhy. Pokud v daném jazykovém společenství existuje stereotyp tygra, pak je pro členy jazykového společenství znalost tohoto stereotypu závazná. Stereotyp tygr je vymezen nějakým rysem, v tomto případě pruhy. Aby přisvojení výrazu bylo úspěšné, je třeba, aby stereotyp obsahoval daný rys.
 
Pro funkci stereotypu však není rozhodující, zda skutečný objekt – tygr – má vždy, za všech okolností stereotypem vymezený rys: „The fact that feature [...] is included in the stereotype associated with a word X does not mean that it is an analytic truth that all Xs have the feature, nor that most Xs have that feature, nor that all normal X have that feature, nor that some Xs have that feature“ (Skutečnost, že rys [...] je zahrnut ve stereotypu spojeném se slovem X, neznamená, že je analytická pravda, že všechny X mají tento rys, ani že většina X má tento rys, ani že všechny normální X mají tento rys, ani že některá X mají tento rys.).

Dále Putnam upozorňuje na to, že ač je stereotyp závazný (pro jazykové společenství), nemusí být vždy fakticky správný. To dokazuje na příkladu se slovem čarodějnice, se kterým pojí rysy, jako má smlouvu s ďáblem, může přivodit nemoc či smrt. Ač jde o stereotyp starý již více než tři století a přísně vzato – čarodějnice nejsou skutečné, přesto je ve společnosti tento stereotyp stále zakořeněn a pojí se se slovem čarodějnice i nadále.
 
Takto vymezený stereotyp je součástí Putnamovy teorie významu. Význam se podle Putnama skládá z několika komponentů, a to: „(1) the syntactic markers that apply to the word, e.g. ‚noun‘; (2) the semantic markers that apply to the word, e.g. ‚animal‘, ‚period of time‘; (3) a description of the additional features of the stereotype if any; (4) a description of the extension“ ((1) syntaktický ukazatel, který se vztahuje na slovo, např. ‚podstatné jméno‘; (2) sémantický ukazatel, který se vztahuje na slovo, např. ‚zvíře‘, ‚období‘; (3) popis dodatečných rysů stereotypu, pokud takové jsou; (4) popis extenze.) (Putnam 1975a, 269).

| SYNTACTIC MARKERS    | SEMANTIC MARKERS | STEREOTYPE            | EXTENSION                 |
| -------------------- | ---------------- | --------------------- | ------------------------- |
| mass noun, concrete; | natural kind;    | colorless;            | H2O                       |
|                      | liquid;          | transparent;          | (give or take impurities) |
|                      |                  | tasteless;            |                           |
|                      |                  | thirst-quenching;etc. |                           |

### Polský kognitivismus
V polské jazykovědné tradici se problematice stereotypu věnují například lingvisté z Univerzity Marie Curie-Sklodowské v Lublinu, kde se rozvíjí především kognitivní etnolingvistika. Významnými představiteli této školy jsou kupříkladu Ryszard Tokarski, Jerzy Bartmiński či Anna Pajdzińska.
 
Vymezení pojmu stereotypu se zabýval Bartmiński, který definoval stereotyp jako: „zobrazení předmětu, zformované v jistém společném zkušenostním rámci a vymezující, čím předmět je, jak vypadá, jak působí, jak s ním člověk nakládá; toto vymezení je ustálené v jazyce a patří do společného vědomí o světě“. Barmiński dále definuje, že stereotypy směřují buď: a) ke vzorům (=jaké by věci / osoby / jevy měly být) nebo b) k obrazům (=jaké skutečně jsou). Hranice mezi obrazy a vzory je značně neostrá. Zásadní vlastností takto vymezeného stereotypu je subjektivní generalizace, kterou Vaňková vysvětluje tak, že: „jisté vlastnosti jednotliviny nebo několika exemplářů jsou připsány všem objektům dané kategorie“.

Ve stati Stereotyp jako „przedmiot lingwistyki, Bartmiński vedle definice stereotypu přináší také jeho podrobnější rozdělení na aktualizace, vzorce/fráze a idiomy: „Wychodząc od rozumienia stereotypu jako ustabilizowanego, tzn. reprodukowanego, a nie tworzonego doraźnie połączenia utrwalonego w pamięci zbiorowej na poziomie konkretności odpowiadającej leksemom – i zarazem stwierdzając, że między płaszczyzną semantyczną języka a jego planem formalnym nie ma symetrycznej, pełnej odpowiedniości, możemy wyróżnić trzy odmiany stereotypu różne pod względem sytuacji w płaszczyźnie treści i w płaszczyźnie jej wyrażenia: A. topikę, B. formuły i C. idiomy“ (Vyjdeme-li z chápání stereotypu jako stabilizovaného, tzn. reprodukovaného, nikoliv ad hoc tvořeného, ale trvalého spojení v kolektivní paměti, z hlediska úrovně konkrétnosti odpovídajícího lexémům – a tvrdíme -li zároveň, že mezi sémantickou rovinou jazyka a jeho plánem formálním neexistuje plná, symetrická korespondence, můžeme vytyčit tři druhy stereotypu, rozdílné vzhledem k situaci na rovině obsahu a na rovině jeho výrazu: A. topoi, B. formule a C. idiomy.)..

## Stereotyp versus prototyp
V kognitivní lingvistice je vedle pojmu stereotyp užíván také pojem prototyp. Oba tyto termíny jsou mnohdy považovány za v zásadě synonymní. Podle Vaňkové (2005) se někdy tyto pojmy (ač synonymní) vyskytují v odlišných kontextech: stereotypy se pojí s lidmi, prototypy pak s věcmi. V pojednání J. Bartmińského a J. Panasiukové (2001) je stereotyp pojat komplexně, jak uvádí Vaňková: „vztahují pojem stereotypu k jakýmkoli denotátům, nikoli pouze k osobám. Otázkou je spíš utváření stereotypu, jeho povaha, jeho součásti a způsoby fungování“. V některých teoriích jsou však oba pojmy odlišeny, jako je tomu např. v Taylorově teorii.